# Напряги извилины (фильм)
«Напряги́ изви́лины» (англ. Get Smart) — шпионская комедия 2008 года, являющаяся ремейком одноимённого сериала, созданного Мелом Бруксом и Баком Генри. В главных ролях: Стив Карелл в роли Максвелла Смарта и Энн Хэтэуэй в роли агента 99.
Некоторые сцены были сняты на территории Университета Макгилла в Монреале. Другие сцены были сняты в Москве, Вашингтоне и Лос-Анджелесе.

## Сюжет
Максвелл Смарт (Стив Карелл) является лучшим аналитиком тайной американской спецслужбы КОНТРОЛ, который надеется стать оперативником, как его кумир агент 23 (Джонсон). К сожалению, несмотря на отличные результаты его вступительных экзаменов, Макс не получает повышение, так как Шеф КОНТРОЛя (Аркин) считает Макса слишком ценным аналитиком. Всё меняется, когда на штаб-квартиру КОНТРОЛя нападает их злейший враг, террористическая организация ХАОС под предводительством Зигфрида (Стэмп), и большинство оперативников КОНТРОЛя выявлены и уничтожены. Макса в скором порядке повышают до статуса оперативника, и он становится агентом 86. Его напарницей становится опытный агент 99 (Хэтэуэй), которая недавно прошла через пластическую операцию, чтобы сохранить свою личность. Бывшие оперативники, такие как агент 23, обязаны на время выполнять работу аналитиков.
Макс и 99 летят в Россию на задании узнать, как ХАОС получает ядерное оружие. По пути, Макс постепенно доказывает 99 что, несмотря на его недостаток опыта и неуклюжесть, он является довольно хорошим оперативником. Макс также начинает показывать, как и 99, что они друг другу не безразличны. Но 99 не желает иметь личных отношений с агентами, так как она провалила своё прошлое задание из-за подобных отношений с другим агентом (которым оказался агент 23). Эта пара пытается внедриться в московский завод ХАОСа по созданию ядерного оружия, замаскированный под пекарню. Но несмотря на то, что Зигфрид их ожидал, Максу и 99 удаётся одолеть охрану и подложить взрывчатку, которая погребёт ядерное оружие под зданием. Макс даже спасает жизнь 99 и свою, помогая одному из слуг Зигфрида по имени Далип (Синьх) с его брачными проблемами, используя информацию, почерпнутую во время его работы в качестве аналитика. Шеф посылает 23 на осмотр завода, но тот докладывает, что не нашёл никаких доказательств присутствия там ядерного оружия, из-за чего КОНТРОЛ (и огорчённая 99) начинают считать, что Макс является двойным агентом.
Зигфрид угрожает передать ядерное оружие в руки различных мировых диктаторов, если правительство США не согласится заплатить ему 200 миллиардов $. Он решает подкрепить свою угрозу уничтожением Лос-Анджелеса ядерной бомбой во время визита Президента (Каан). Вице-президент не верит утверждениям КОНТРОЛя, что ХАОС является серьёзной угрозой, поэтому Шеф, 99 и 23 лично летят в Лос-Анджелес, чтобы убедить Президента в своей правоте, но безуспешно. Далип посылает Максу в тюремной камере КОНТРОЛя тайное сообщение о бомбе посредством радиопрограммы, что заставляет Макса бежать из камеры заключения и оборудовать себя экспонатами из музея КОНТРОЛя (такими как телефон-в-ботинке) и путешествует в Лос-Анджелес, чтобы встретиться с Шефом и рассказать ему о бомбе. Агент 23 считает что Макс лжёт, но Шеф и 99 ему верят. Макс затем засекает на 23 следы радиоактивных материалов своим счётчиком Гейгера в часах и понимает что 23 и есть двойной агент. 23 берёт 99 в заложницы, связывает её по рукам и ногам и убегает с детонатором бомбы. Макс и Шеф преследуют их сначала на машине, а затем на самолете. Максу удаётся оказаться в машине, он дерется с агентом 23, в то время как агент 99, связанная и сидящая рядом не может ему помочь, безуспешно пытаясь достать пяткой перочинный нож из кармана Макса. Макс одолевает агента 23, развязывает руки и ноги агента 99 и вместе они выбираются из машины, которая мчится вперед. Злодей приходит в себя и Максу приходится поцеловать 23, а затем ударить опешившего агента, оставив его в горящей машине, мчащейся навстречу поезду. Макс и 99 прыгают, но Макс зацепился за машину верёвкой. Он отбрасывает 99 в сторону и пытается обрезать верёвку. 99 видит столкновение и считает что Макс погиб. Она вслух жалеет, что у них было так мало времени вместе, после чего Макс вдруг появляется за ней, и обрадованная 99 целует его. Макс, 99 и Шеф понимают, что бомба спрятана в концертном зале имени Уолта Диснея, где Президент слушает оркестр играющий «Оду к радости» Бетховена. Макс осознаёт, что бомба взорвётся при последней ноте симфонии. Вовремя добегая до зала, Макс, недолго думая, сбивает с ног дирижёра, останавливая оркестр и бомбу (и заставляя Президента аплодировать). Зигфрид во время побега оскорбляет жену Далипа, после чего последний выбрасывает его из машины в реку.
Герои празднуют свою победу в отстроенной штаб-квартире КОНТРОЛя. Президенту понравились действия агентства, особенно героизм Макса. Макс и 99 начинают встречаться и даже купили щенка по кличке Клык. Фильм кончается тем, как Макс и 99 покидают КОНТРОЛ через серию высокозащитных дверей, последняя из которых отказывается закрыться как положено. Конечно же, Макс не может оставить дверь в покое и пытается отремонтировать её своим перочинным ножом, из-за этого дверь закрывается с ним вместе, а его универсальный нож стреляет ему в щеку минигарпуном.

## В ролях
| Актёр            | Персонаж                  | Примечание                                                      |
| ---------------- | ------------------------- | --------------------------------------------------------------- |
| Стив Карелл      | Максвелл Смарт / агент 86 |                                                                 |
| Энн Хэтэуэй      | агент 99                  |                                                                 |
| Дуэйн Джонсон    | агент 23                  |                                                                 |
| Алан Аркин       | Шеф                       |                                                                 |
| Теренс Стэмп     | Зигфрид                   |                                                                 |
| Маси Ока         | Брюс                      |                                                                 |
| Нэйт Торренс     | Ллойд                     |                                                                 |
| Кен Давитян      | Штаркер                   |                                                                 |
| Терри Крюз       | агент 91                  |                                                                 |
| Дэвид Кокнер     | Лараби                    |                                                                 |
| Джеймс Каан      | Президент США             |                                                                 |
| Далип Синьх      | Далип                     |                                                                 |
| Билл Мюррей      | агент 13                  | (камео)                                                         |
| Патрик Уобертон  | Хайми                     |                                                                 |
| Берни Копел      | водитель опеля            | камео актёра исполняющего роль Зигфрида в оригинальном сериале. |
| Стивен Данам     | командир секретной службы |                                                                 |
| Сергей Приселков | русский фермер            |                                                                 |
| Кевин Нилон      | агент ЦРУ                 |                                                                 |
| Тим Дикей        | агент секретной службы    |                                                                 |